# The Bitmap Brothers
The Bitmap Brothers es una empresa desarrolladora de videojuegos del Reino Unido fundada en 1987. La compañía entró en la industria de los videojuegos en 1988 con el "Matamarcianos" Xenon. Pronto le siguió con el clásico Speedball. Antes de convertirse en el editores de sus propios juegos (bajo "Renegade Software"), los títulos de The Bitmap Brothers fueron distribuidos por Image Works y Konami.
The Bitmap Brothers lanzó varios juegos para Amiga y Atari ST, y fueron una de las compañías más exitosas en esas plataformas. Llegaron a ser conocidos, en particular, por lanzar una variedad de juegos de diferentes géneros que por lo general llegaron a ser considerados como líderes en sus respectivos campos. Sus juegos de PC nunca han igualado las ventas de sus anteriores títulos de Amiga y Atari ST. Desde el 2002, la compañía ha portado varios de sus juegos más populares a plataformas como Game Boy Advance y Pocket PC.

## Detalles
The Bitmap Brothers se situaron en Wapping, Londres y son una Compañía privada. El Director ejecutivo de la empresa es Mike Montgomery, que había fundado la empresa junto con Eric Matthews y Steve Kelly.
Mark John Coleman es un desarrollador de gráficos computarizados que a menudo trabajó con The Bitmap Brothers.

## Legado
Dos exmiembros principales de la empresa —Mike Montgomery y John Phillips— fundaron Tower Studios (junto con el fundador de Sensible Software, Jon Hare), y su implicación con The Bitmap Brothers ha finalizado en el 2004.
Después de años de silencio una noticia en la página web oficial anuncia que Speedball 2 será lanzado el verano de 2007 por Frogster Interactive.

## Títulos
En orden cronológico:
- Xenon (1988)
- Speedball (1988)
- Xenon II: Megablast (1989)
- Cadaver
- Speedball 2: Brutal Deluxe (1990)
- GODS (1991)
- Magic Pockets
- The Chaos Engine (1993)
- The Chaos Engine 2 (1996)
- Z (1996)
- Speedball 2100 (2000)
- Z: Steel Soldiers (2001)
- Speedball Arena (cancelled)
- World War II: Frontline Command